# John Watson
John Watson (n. 4 mai 1946, Belfast, Irlanda de Nord, Regatul Unit) este un fost pilot britanic de Formula 1.
1. ↑  John Watson